# 卡普里非天主教公墓

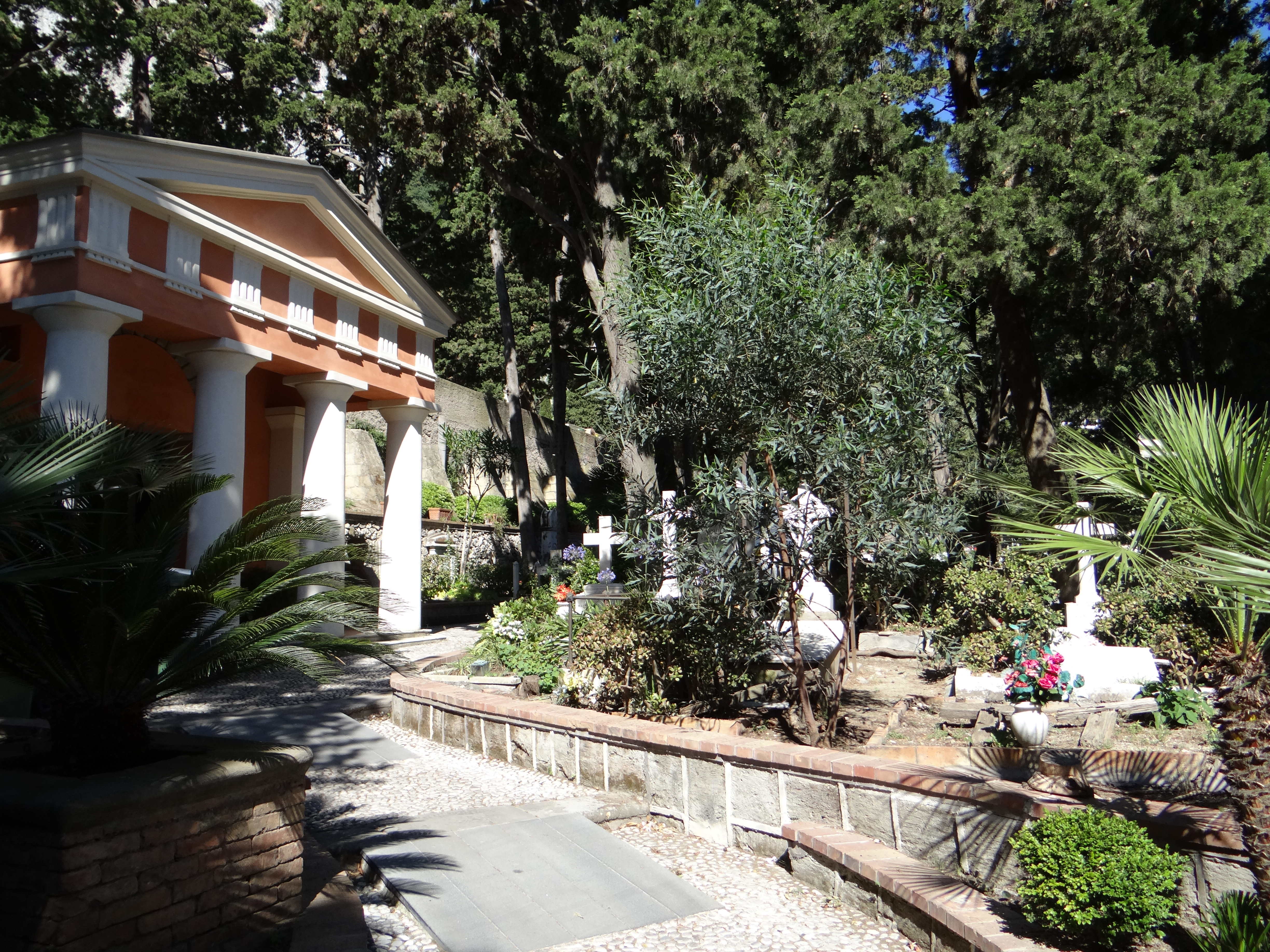
入口

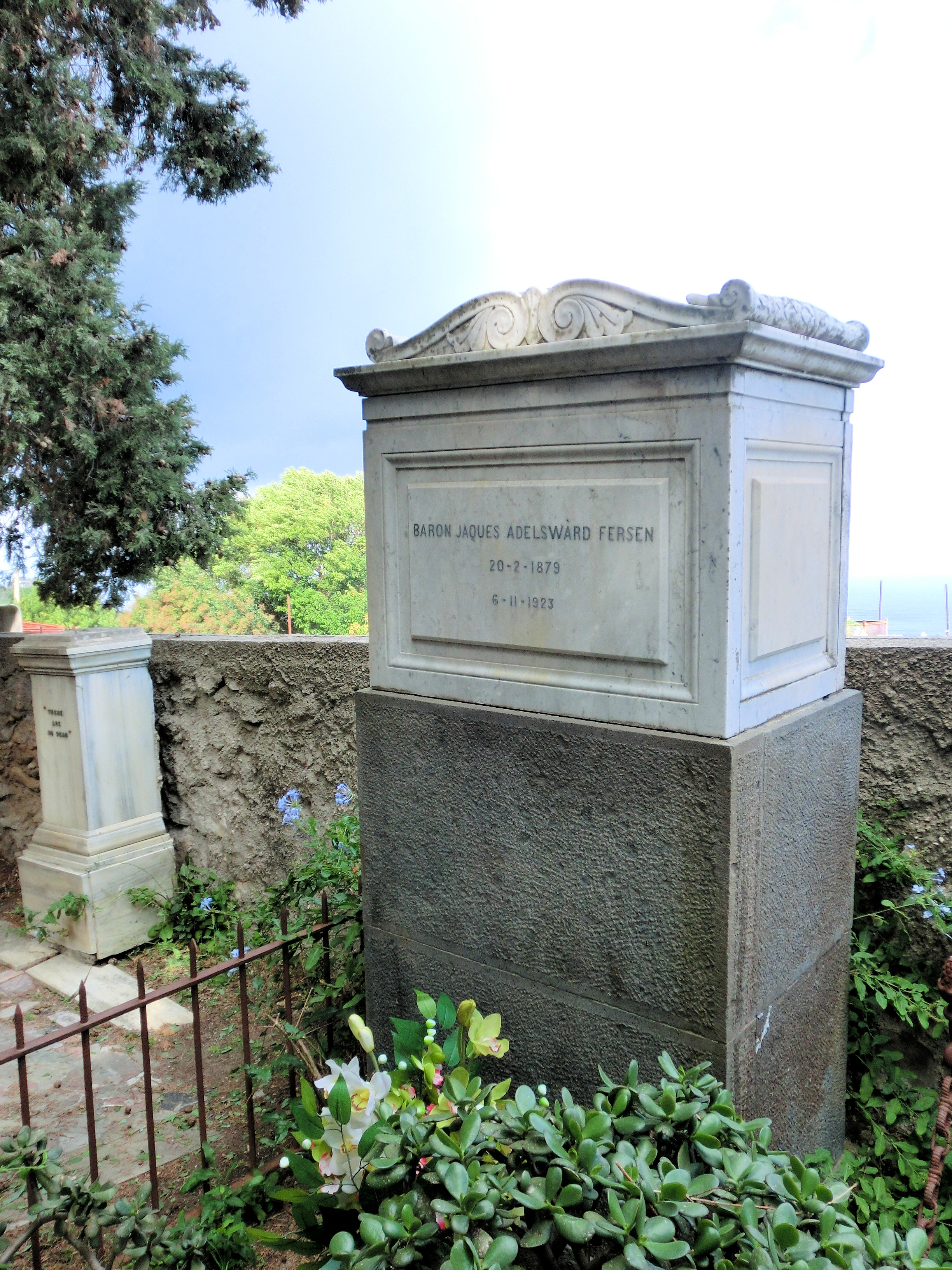
费尔森墓碑

卡普里非天主教公墓（Cimitero acattolico di Capri）是意大利卡普里岛上的一个非天主教墓地，由英国人乔治·海沃德于1878年建立，共有204个坟墓，来自21个不同的国家。埋葬在墓地的大多数是英国人、德国人、俄罗斯人或美国人。除了新教徒，葬在墓地的还有犹太人、东正教徒和一些天主教徒。值得注意的是，包括法国男爵费尔森、卢西欧·阿米里奥、Günter Ammon、格雷西·菲尔德斯、诺曼·道格拉斯和乌克威尔。
在第二次世界大战之后的一段时期，公墓严重疏于管理，直到1986年时，卡普里市着手墓地的保存和恢复。